# Nordpazifikstrom

Schematische Darstellung der Meeresströme im nördlichen Pazifik

Der Nordpazifikstrom (englisch North Pacific Current, auch North Pacific Drift) ist eine breite, relativ langsame, aber bedeutende Meeresströmung im nördlichen Pazifik, die in west-östlicher Richtung zwischen etwa 30° und 50° nördlicher Breite verläuft. Er stellt eine Verlängerung des Kuroshio- sowie des Oyashio-Stroms dar, die vor der Küste Japans zusammentreffen und sich gemeinsam ostwärts bewegen. Der Strom ist ein zentrales Glied der nordpazifischen Subtropenzirkulation.

## Entstehung
Der Nordpazifikstrom entsteht durch die Umverteilung der Wassermassen im westlichen Pazifik, die durch die Passatwinde und die Westwinde der mittleren Breiten angetrieben werden. Der Kuroshio-Strom, ein warmer westlicher Randstrom, bringt warmes Wasser aus tropischen Regionen nordwärts entlang der japanischen Ostküste. Der kalte Oyashio-Strom, der aus polaren Breiten südwärts fließt, trifft vor Japan auf den Kuroshio. Ihre Vermischung trägt zur Entstehung des Nordpazifikstroms bei, der von dort aus nach Osten über den Nordpazifik zieht.

## Verlauf und Dynamik
Der Strom bewegt sich in einer breiten Zone über den offenen Ozean in östlicher Richtung. Vor der Küste Nordamerikas, etwa auf der Höhe von British Columbia (45°–50° N), teilt er sich in zwei Hauptäste: Der nördliche Zweig bildet den Alaskastrom, der nordwärts entlang der Küste Alaskas zieht; der südliche Zweig fließt als Kalifornienstrom südwärts entlang der US-amerikanischen Westküste.
Die Strömungsgeschwindigkeit des Nordpazifikstroms liegt typischerweise zwischen 10 und 20 cm/s, was im Vergleich zu schnellen westlichen Randströmen wie dem Golfstrom relativ langsam ist.
Der Transportumfang des Nordpazifikstroms beträgt schätzungsweise 40 bis 50 Sverdrup (Sv) – ein Sverdrup entspricht einer Million Kubikmeter Wasser pro Sekunde. Das macht ihn zu einem bedeutenden Bestandteil der thermohalinen Zirkulation im Pazifik.

## Ökologische Bedeutung
Durch die Vermischung verschiedener Wassermassen transportiert der Nordpazifikstrom nicht nur Wärme, sondern auch Nährstoffe, die in Übergangszonen zu hoher biologischer Produktivität führen. Diese Regionen sind bedeutend für Planktonwachstum, Fischbestände (z. B. Lachs, Sardinen, Makrelen) sowie für marine Säugetiere und Seevögel, die entlang des Stroms wandern oder sich dort ernähren.

## Klimatologische Bedeutung und Schwankungen
Der Strom wirkt als Wärmetransporteur von West nach Ost und trägt wesentlich zur Temperaturregulierung des Nordpazifiks bei. Die Wärmeabgabe an die Atmosphäre vor der Küste Nordamerikas beeinflusst die Temperatur- und Niederschlagsmuster an Land. Insbesondere im Winter wirkt sich der Wärmeeintrag auf die Bildung von Tiefdrucksystemen und den Verlauf des Jetstreams aus.
Seine Stärke und Position unterliegen dabei saisonalen und interannuell bedingten Schwankungen. Besonders bedeutsam sind Veränderungen im Zusammenhang mit dem El Niño-Southern Oscillation (ENSO) und der Pazifischen Dekaden-Oszillation (PDO):
- Während El-Niño-Ereignissen kommt es häufig zu einer Abschwächung der Zirkulation im Nordpazifik, wobei der Nordpazifikstrom weiter nach Süden verlagert wird. Dies hat tiefgreifende Auswirkungen auf die Temperaturverteilung und die Produktivität im östlichen Pazifik.[6]

- Die Pazifische Dekaden-Oszillation, ein längerfristiges Muster ozeanisch-atmosphärischer Variabilität mit Perioden von etwa 20–30 Jahren, beeinflusst ebenfalls die Stärke und den Verlauf des Nordpazifikstroms. In der positiven Phase ist der Strom oft kräftiger und verläuft weiter nördlich, während er in der negativen Phase schwächer und südlicher verlaufen kann.[7]

Diese Schwankungen beeinflussen nicht nur die Fischerei, sondern auch die atmosphärischen Muster in Nordamerika – z. B. hinsichtlich der Häufigkeit von Dürren, Starkregen und Winterstürmen.

## Auswirkungen der globalen Erwärmung
Die globale Erwärmung hat bereits heute messbare Effekte auf die Meeresströmungen, einschließlich des Nordpazifikstroms. Diese Veränderungen sind komplex, da sie nicht nur die Temperaturverhältnisse an der Oberfläche betreffen, sondern auch Windmuster, Niederschlagsregime und die thermohaline Struktur des Ozeans beeinflussen.

### Veränderung des Temperaturgradienten
Ein Hauptantrieb für den Nordpazifikstrom ist der Temperatur- (und damit Dichte-)gradient zwischen tropischen und polaren Regionen. Durch die überproportionale Erwärmung der Arktis (Arktische Verstärkung) verringert sich dieser Gradient, was langfristig zu einer Abschwächung des Nordpazifikstroms führen könnte. Auch der Verlauf des Stroms könnte sich verschieben – tendenziell nach Süden.

### Verstärkung von Extremereignissen
Eine wärmere Atmosphäre kann mehr Feuchtigkeit aufnehmen und die Windzirkulationen über dem Pazifik verändern. Dadurch könnten stärkere interannuelle Schwankungen auftreten: El-Niño-Ereignisse könnten häufiger und intensiver werden. Diese würden nicht nur die Position und die Stärke des Nordpazifikstroms beeinflussen, sondern auch marine Ökosysteme und Fischbestände.

### Schichtung und vertikale Durchmischung
Durch die Erwärmung der oberen Ozeanschichten nimmt die Stratifizierung (Schichtung) zu. Dies hemmt vertikale Austauschprozesse zwischen nährstoffreichem Tiefenwasser und nährstoffärmerem Oberflächenwasser. Das kann langfristig die biologische Produktivität entlang des Nordpazifikstroms verringern und Einfluss auf die Nahrungskette haben, insbesondere in den Auftriebszonen im östlichen Pazifik.

### Folgen für Meeresökosysteme
Ein sich abschwächender oder verlagernder Nordpazifikstrom kann Verbreitungsgebiete und Wanderwege vieler Meerestiere verändern – etwa von Lachsen, Thunfischen und Seevögeln. Ebenso ist die wirtschaftlich bedeutende Fischerei betroffen, die auf bestimmte Temperatur- und Strömungsmuster angewiesen ist.